# Gajah (Simpang Empat)
Gajah is een bestuurslaag in het regentschap Karo van de provincie Noord-Sumatra, Indonesië. Gajah telt 1509 inwoners (volkstelling 2010).